# Patricio Rodríguez (tennista)
Patricio Rodríguez (Santiago del Cile, 20 dicembre 1938 – Miami, 23 giugno 2020) è stato un tennista e allenatore di tennis cileno.

## Carriera
Ha ottenuto i risultati migliori prima dell'era Open, ha vinto il torneo di Gstaad nel 1965 sconfiggendo in finale Thomaz Koch e nella stessa stagione ha perso in finale nell'Argentina Open contro Jan-Erik Lundquist. Ha vinto due titoli consecutivi in doppio al Barcelona Open con due partner diversi, il primo in coppia con Carlos Fernandes e il secondo insieme a Manuel Orantes.
Tra il 1958 e il 1972 ha fatto parte della squadra cilena di Coppa Davis vincendo diciannove incontri e perdendone venticinque, terminata la carriera agonistica è rimasto nel mondo del tennis con il ruolo di allenatore, ha affiancato gli ecuadoriani Andrés Gómez e Nicolás Lapentti, l'argentino José Luis Clerc, il connazionale Nicolás Massú ed il peruviano Jaime Yzaga.